# Distretti congressuali del Mississippi

Distretti congressuali del Mississippi

Lo stato del Mississippi è diviso in 4 distretti congressuali, ognuno rappresentato da un rappresentante alla Camera dei rappresentanti degli Stati Uniti.
I distretti sono attualmente rappresentati al 119º Congresso degli Stati Uniti d'America da 3 repubblicani e da 1 democratico.

## Distretti e rispettivi rappresentanti
| Distretto | Rappresentante  | Partito      | CPVI | In carica dal  | Mappa del distretto |
| --------- | --------------- | ------------ | ---- | -------------- | ------------------- |
| 1°        | Trent Kelly     | Repubblicano | R+18 | 2 giugno 2015  |                     |
| 2°        | Bennie Thompson | Democratico  | D+11 | 13 aprile 1993 |                     |
| 3°        | Michael Guest   | Repubblicano | R+14 | 3 gennaio 2019 |                     |
| 4°        | Mike Ezell      | Repubblicano | R+21 | 3 gennaio 2023 |                     |

## Cronologia delle configurazioni
Le tabelle riportano le mappe dei confini dei distretti congressuali dello stato del Mississippi, presentati in maniera cronologica. Vengono mostrati tutti i cicli di modifica periodica dei distretti dal 1973 ad oggi.
| Anno      | Cartina dello stato | Dettaglio di Jackson |
| --------- | ------------------- | -------------------- |
| 1973–1982 |                     |                      |
| 1983–1984 |                     |                      |
| 1985–1992 |                     |                      |
| 1993–2002 |                     |                      |
| 2003–2013 |                     |                      |
| 2013–2023 |                     |                      |
| Dal 2023  |                     |                      |

## Distretti obsoleti
- Distretto congressuale at-large del Mississippi
- 5º Distretto congressuale del Mississippi
- 6º Distretto congressuale del Mississippi
- 7º Distretto congressuale del Mississippi
- 8º Distretto congressuale del Mississippi